# Овиновичи
Овиновичи — деревня в Торковичском сельском поселении Лужского района Ленинградской области.

## История
Впервые упоминается в Писцовой книге Водской пятины 1500 года, как «Якима Данилова сына Рамышевского деревня Овиновичи над озером над Онтоновым» в Никольском Бутковском погосте Новгородского уезда.
Как деревня Овиновича она обозначена на карте Санкт-Петербургской губернии Ф. Ф. Шуберта 1834 года.

ОВИНОВИЧИ — деревня принадлежит генерал-майорше Бегичевой, число жителей по ревизии: 18 м. п., 23 ж. п. (1838 год)

ОВИНОВИЧИ — деревня господина Дашкова, по просёлочной дороге, число дворов — 12, число душ — 56 м. п. (1856 год)

ОВИНОВИЧИ — деревня, число жителей по X-ой ревизии 1857 года: 24 м. п., 27 ж. п.

ОВИНОВИЧИ — деревня владельческая при озере Антонове, число дворов — 5, число жителей: 24 м. п., 27 ж. п. (1862 год)

ОВИНОВИЧИ — деревня, согласно подворной описи 1882 года: 23 дома, 23 душевых надела, семей — 11, число жителей — 33 м. п., 46 ж. п.; разряд крестьян — собственники

Согласно материалам по статистике народного хозяйства Лужского уезда 1891 года, одно из имений при селении Овиновичи площадью 49 десятин принадлежало местному крестьянину С. Николаеву, имение было приобретено частями в 1884 и 1887 годах за 882 рубля, второе имение площадью 140 десятин принадлежало крестьянину Новгородской губернии И. Родионову с двумя товарищами, имение было приобретено до 1868 года.
В XIX — начале XX века деревня административно относилась к Бутковской волости 1-го земского участка 1-го стана Лужского уезда Санкт-Петербургской губернии.
По данным «Памятных книжек Санкт-Петербургской губернии» за 1900 и 1905 годы, деревня Овиновичи входила в Торковское сельское общество, 145 десятин земли в деревне принадлежали крестьянам Ивану Родионову и Степану Иванову с товарищами.
По данным 1933 года деревня Овиновичи входила в состав Бутковского сельсовета Оредежского района.
По данным 1966, 1973 и 1990 годов деревня Овиновичи входила в состав Торковичского поссовета.
В 1997 году в деревне Овиновичи Торковичской волости проживали 4 человека, в 2002 году — 8 человек (русские — 87 %).
В 2007 году в деревне Овиновичи Торковичского СП проживали 2 человека, в 2012 году — 1 человек.

## География
Деревня расположена в восточной части района на автодороге 41К-249 (Жельцы — Торковичи), к северу от автодороги 41А-004 (Павлово — Мга — Луга).
Расстояние до административного центра поселения — 3 км.
Ближайшая железнодорожная станция Тарковичи на железнодорожной линии Санкт-Петербург — Оредеж.
Деревня расположена на северном берегу озера Антоново.

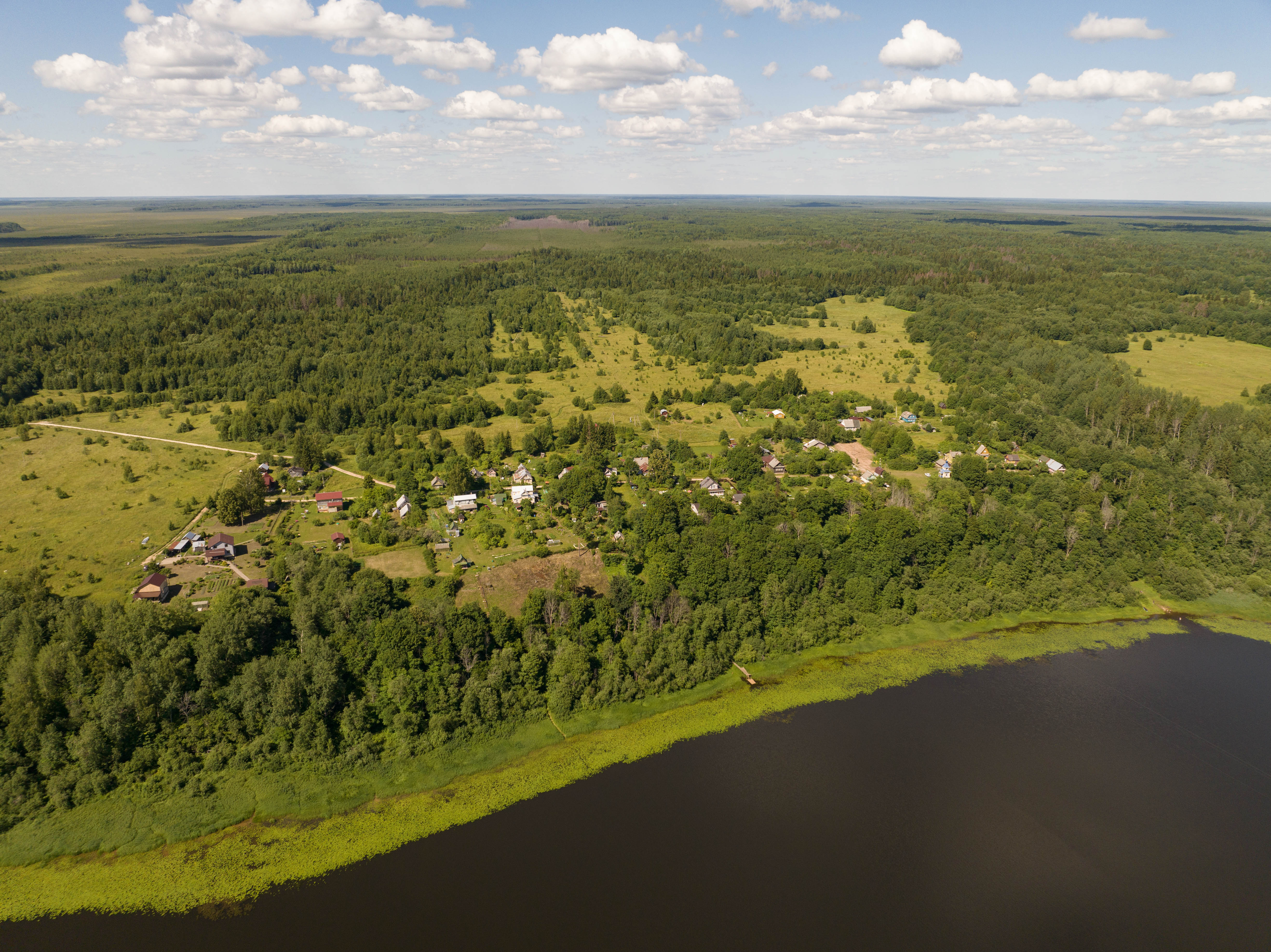
Овиновичи — вид сверху, со стороны Антонова озера
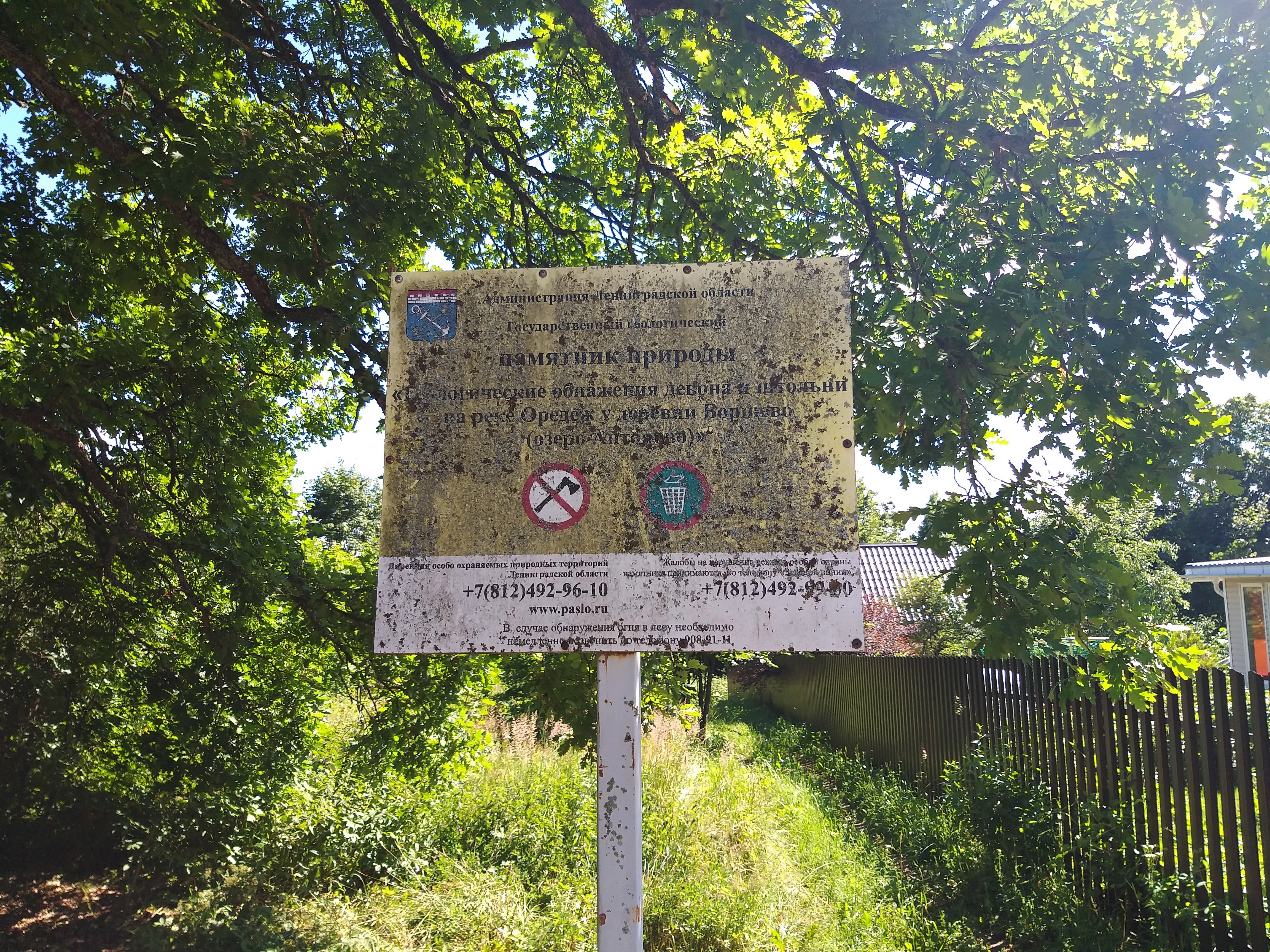
Щит с информацией о памятнике природы «Геологические обнажения девона и штольни на р. Оредеж у д. Воршево»

## Демография
| 1838 | 1857 | 1862 | 1882 | 1997 | 2007 | 2010 |
| ---- | ---- | ---- | ---- | ---- | ---- | ---- |
| 41   | ↗51  | →51  | ↗79  | ↘4   | ↘2   | ↗6   |
| 2017 |      |      |      |      |      |      |
| ↘1   |      |      |      |      |      |      |

## Инфраструктура
В деревне 48 индивидуальных жилых домов.

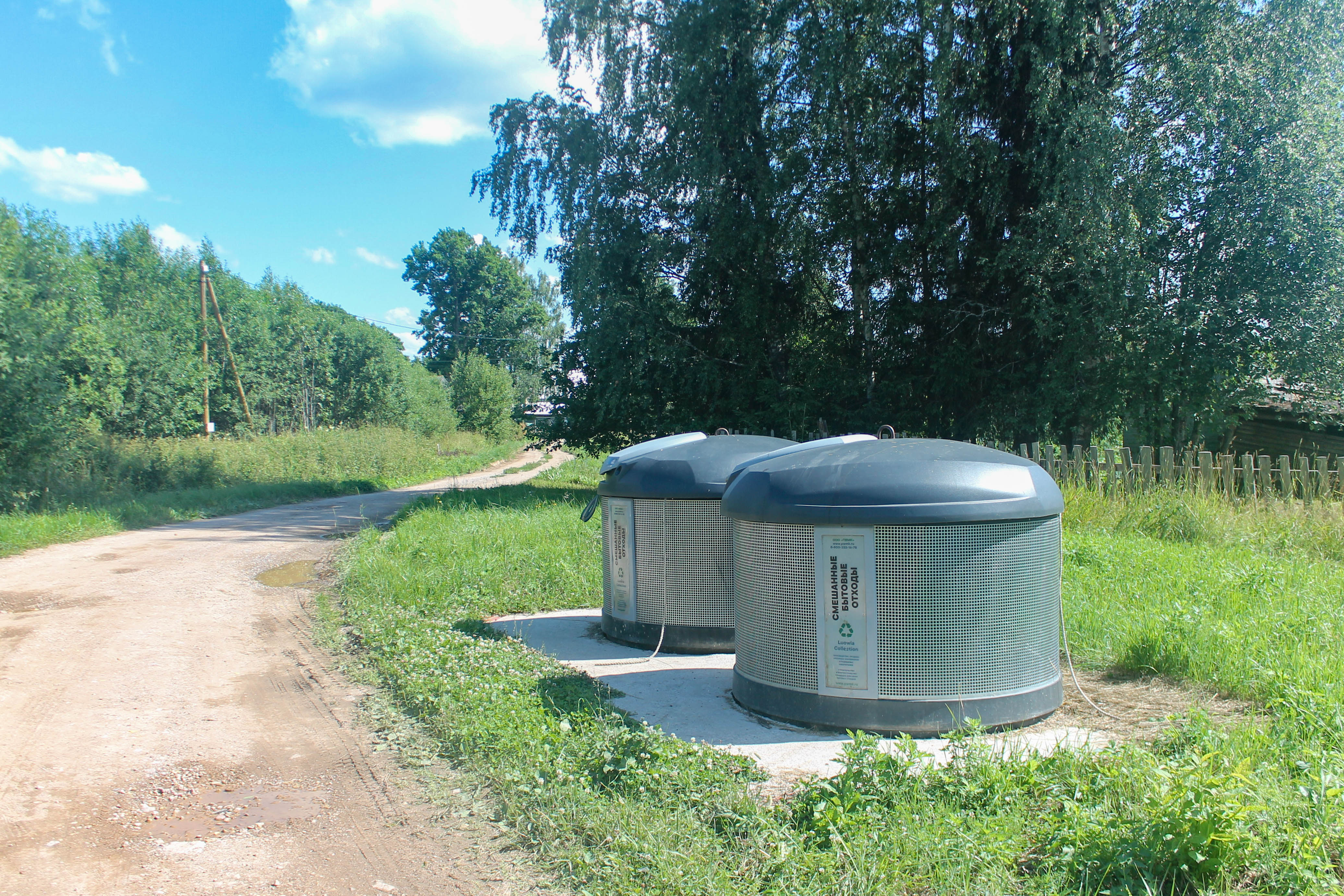
Мусоросборные баки у въезда в деревню
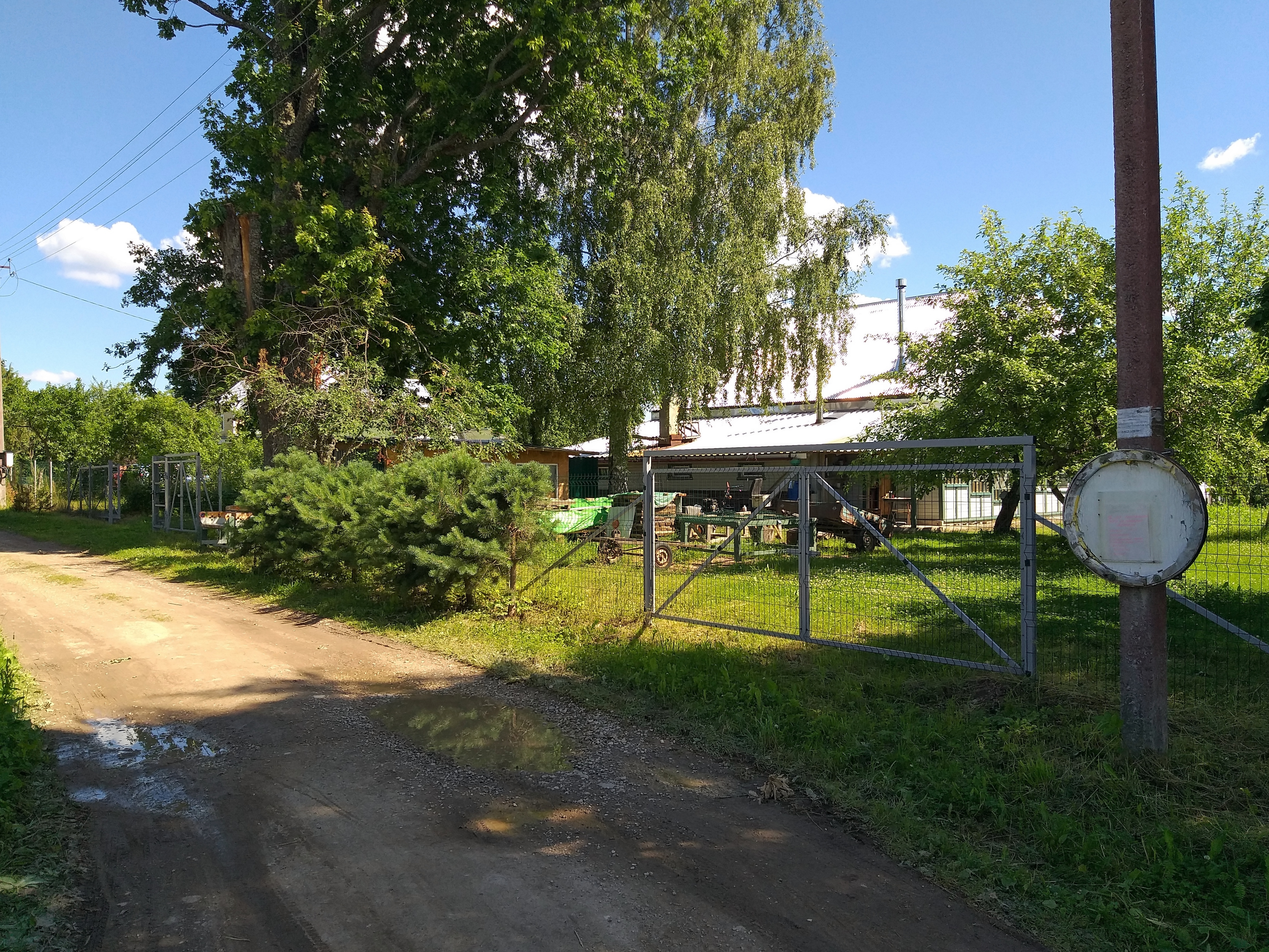
Дома на Озёрной улице
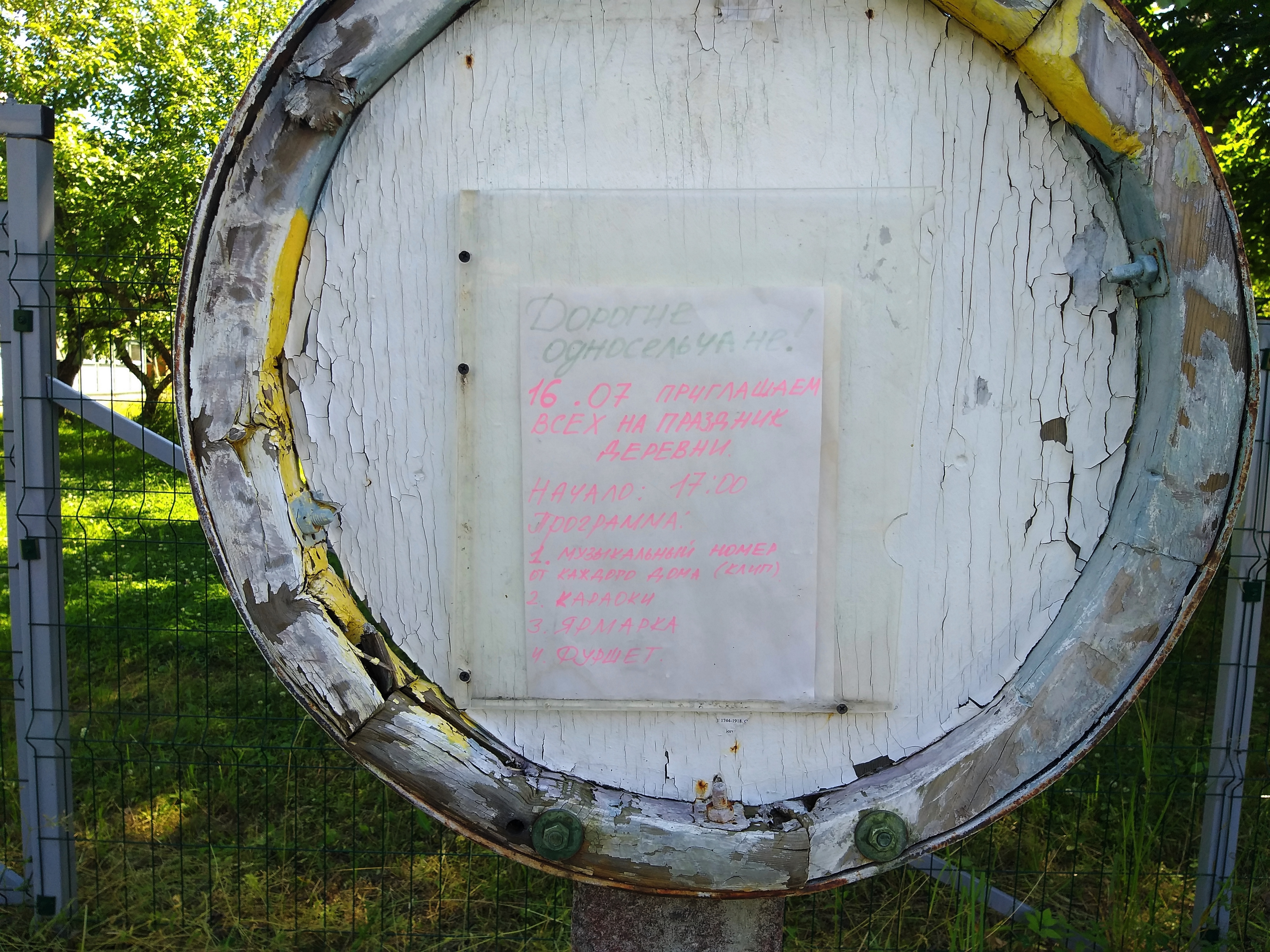
Озёрная улица. Доска объявлений
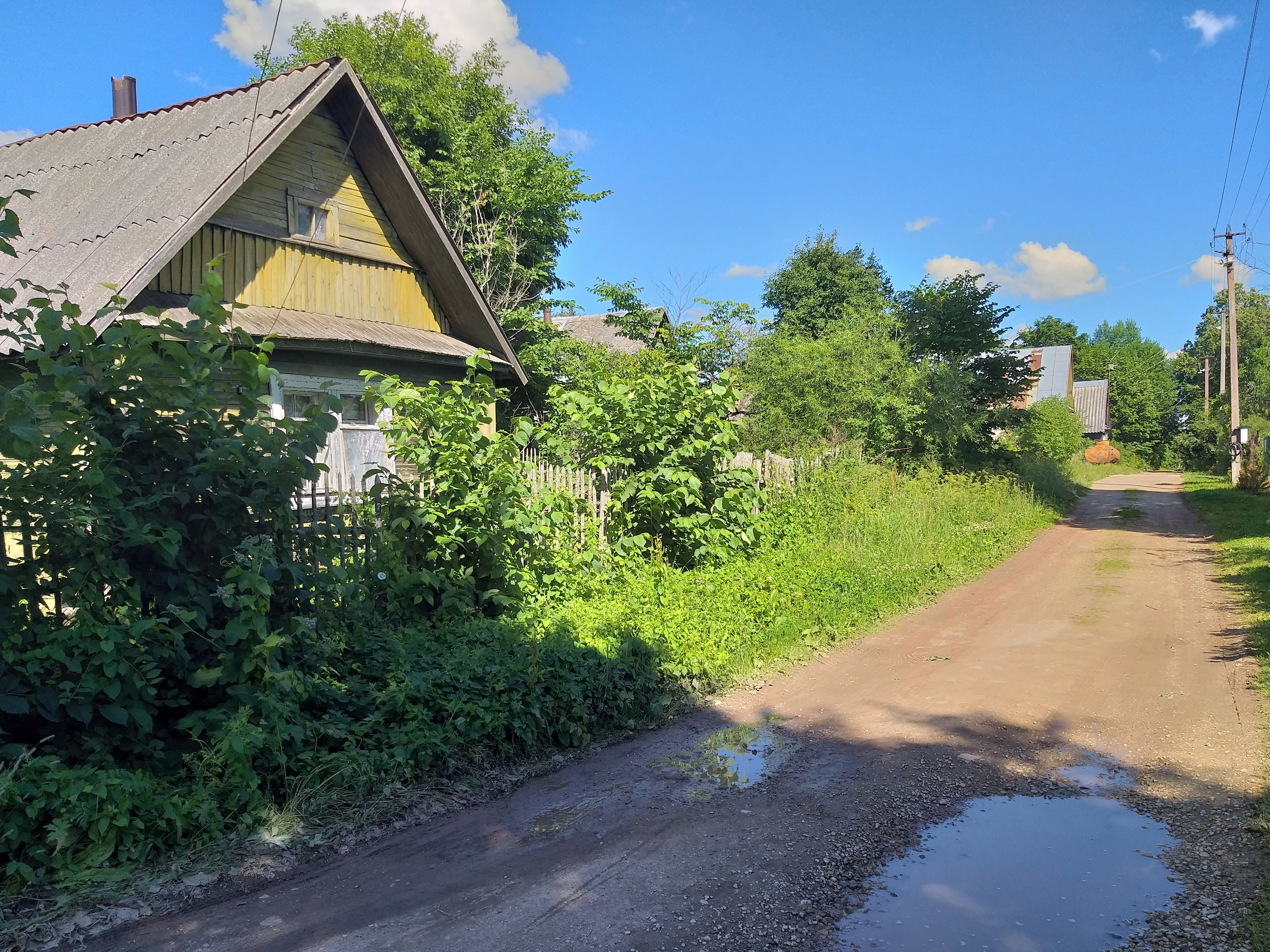
Дома на Озёрной улице
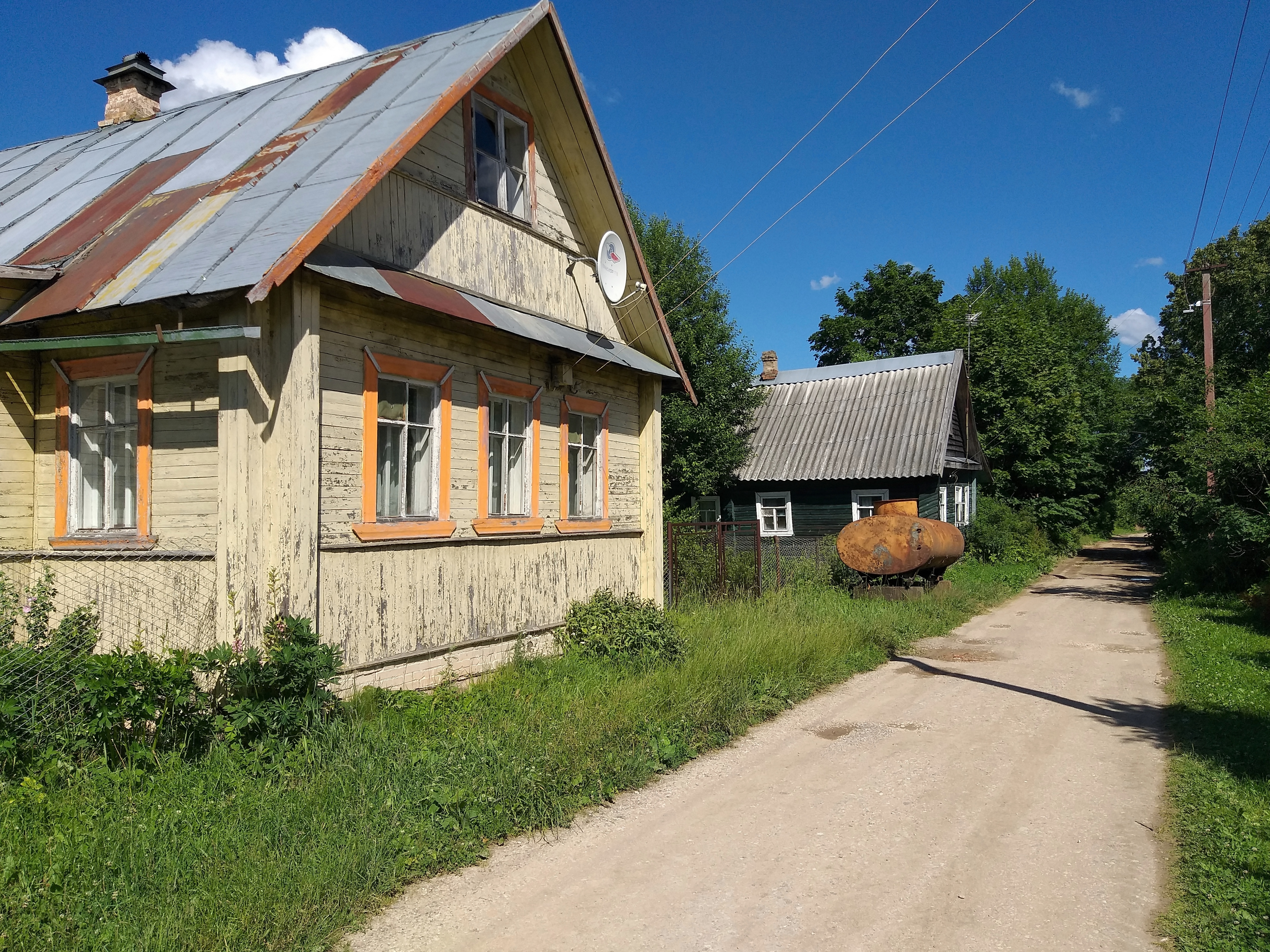
Дома на Озёрной улице
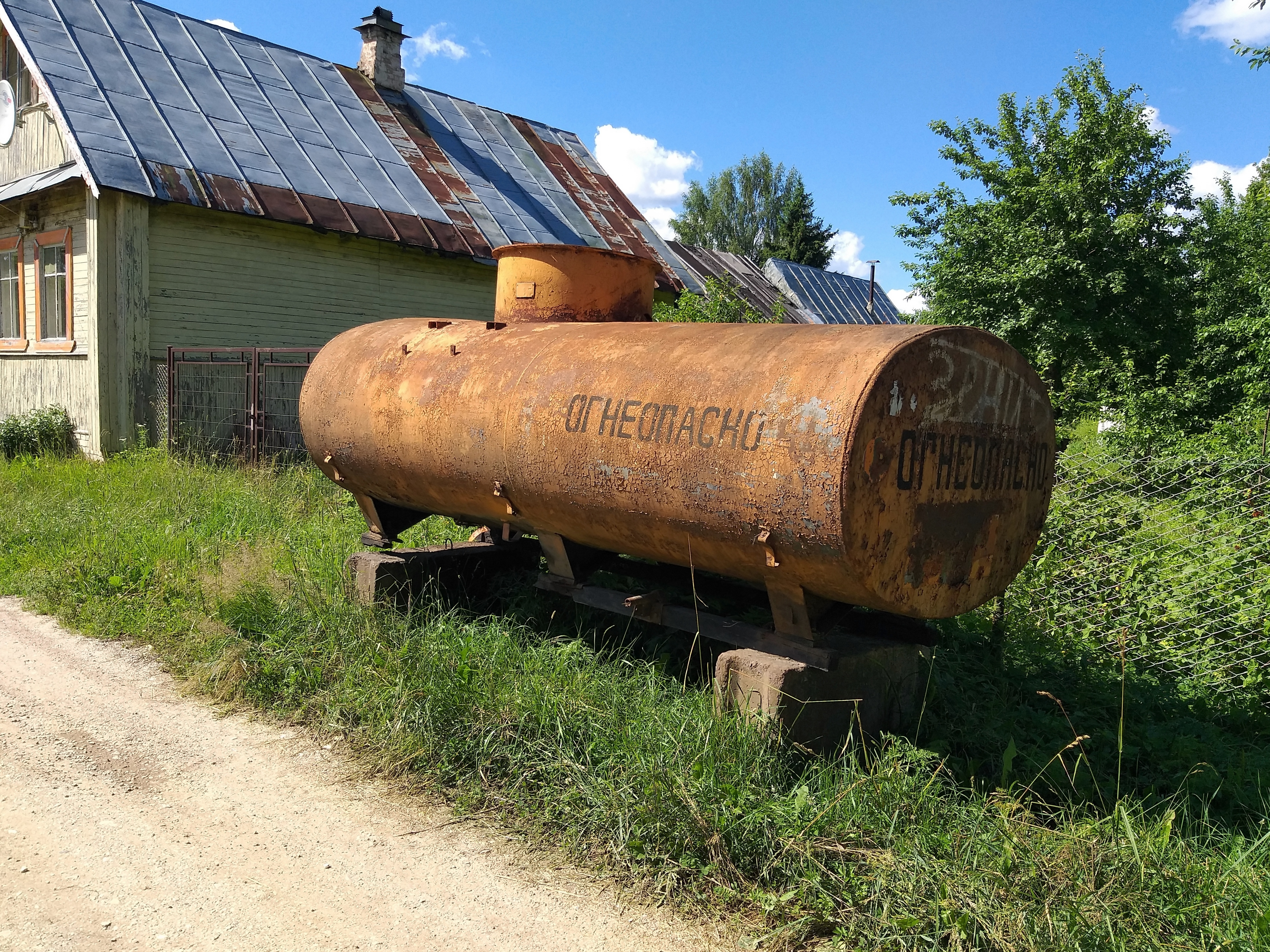
Бак из-под ГСМ на Озёрной улице

## Улицы
Лесная, Озёрная. Тип покрытия — грунт.
Улично-дорожная сеть деревни представляет собой прямоугольную схему, характеризующуюся наличием параллельно расположенных улиц и отсутствием ярко выраженного центра. Общая протяжённость улично-дорожной сети деревни составляет 3,16 км. Плотность улично-дорожной сети – 2,8 км/км2.

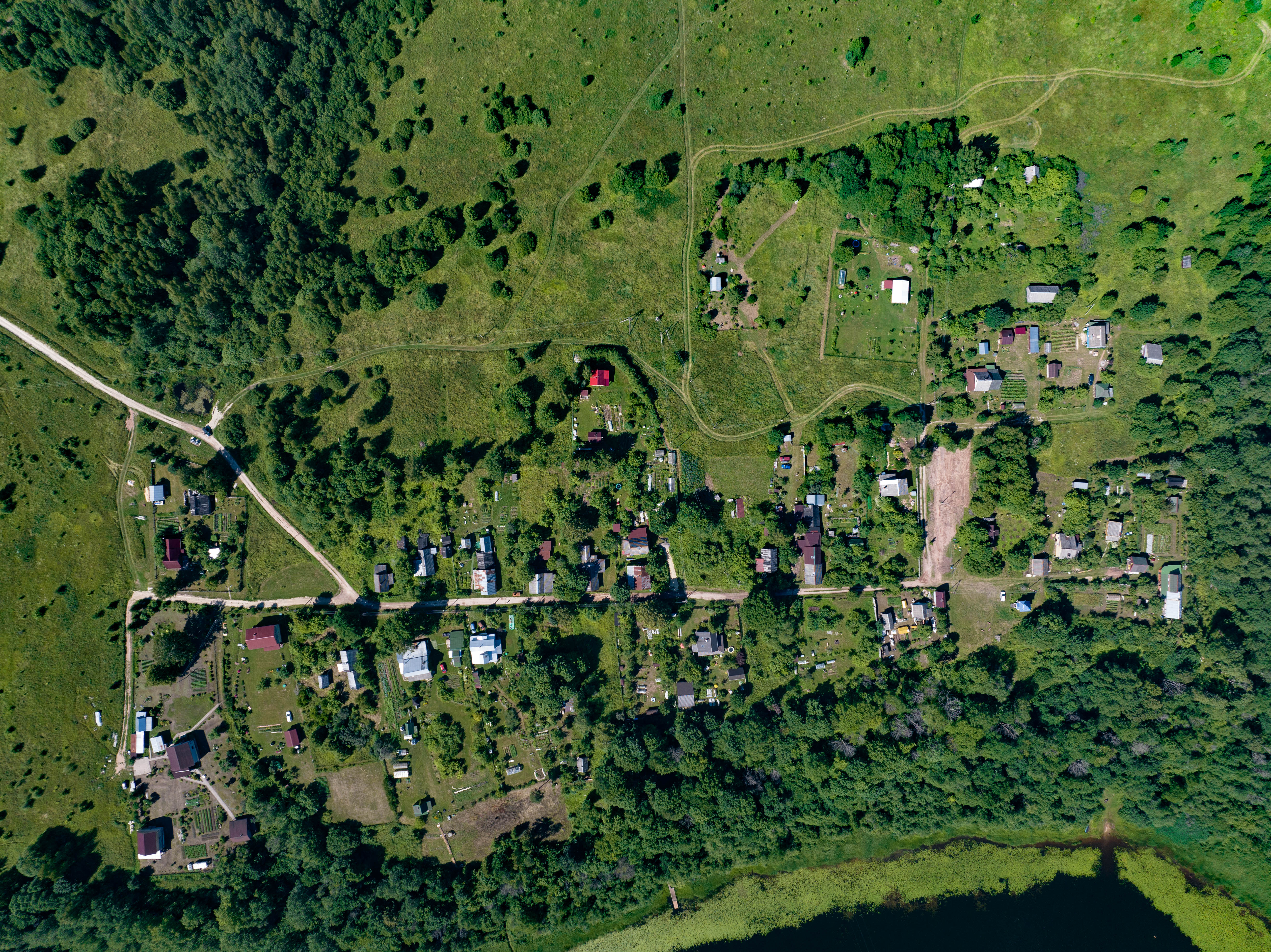
Овиновичи — вид сверху
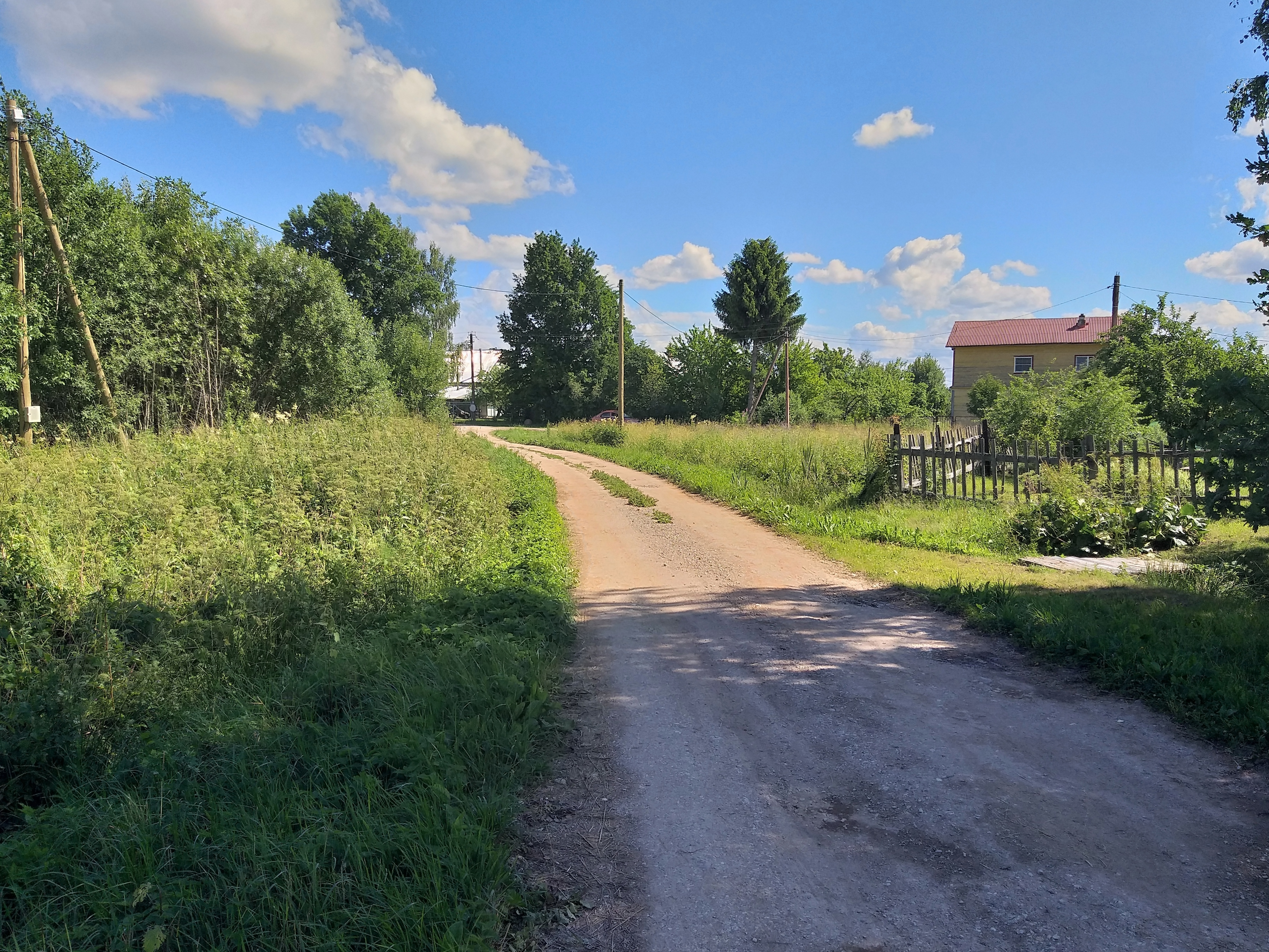
Озёрная улица, вид с запада
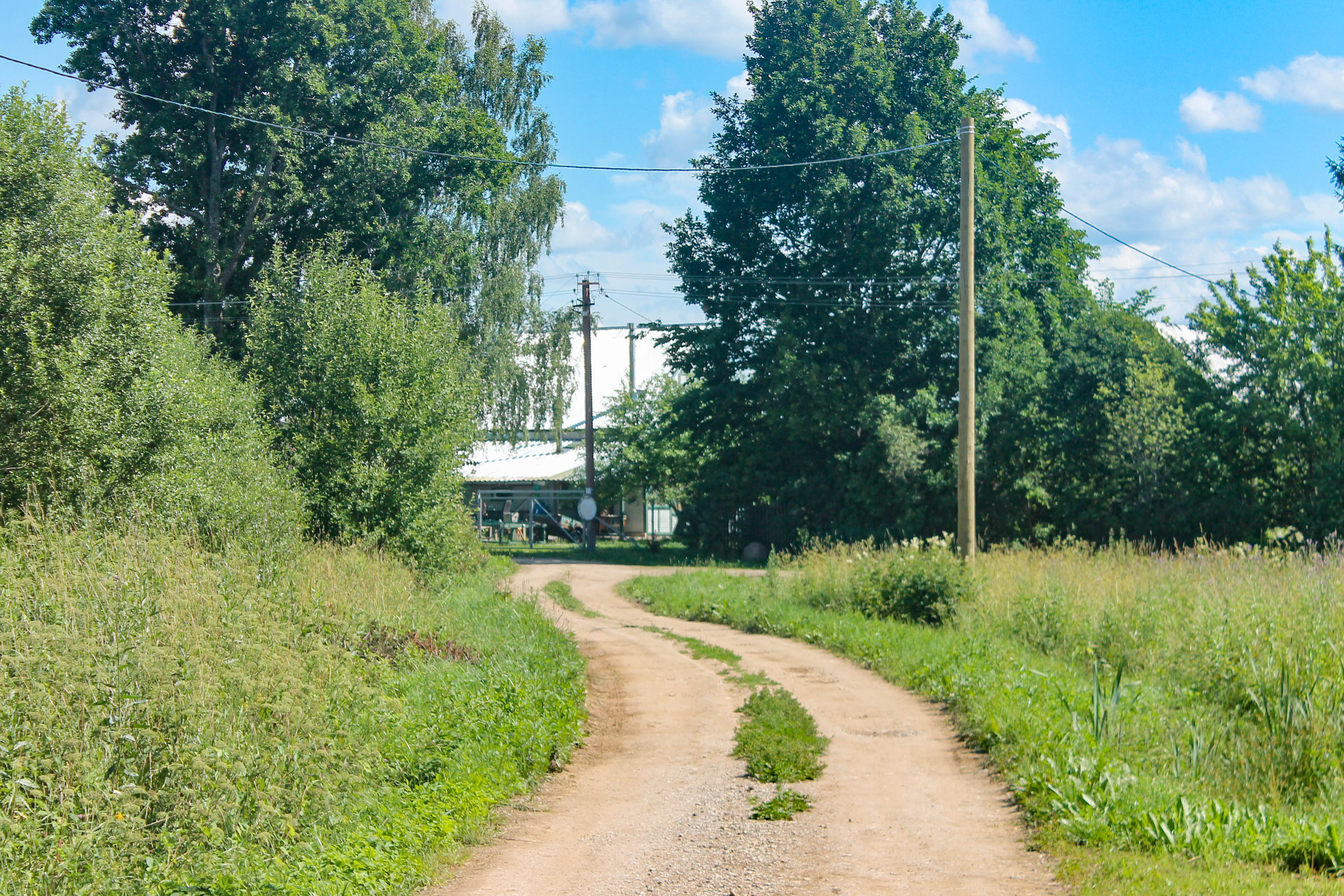
Центральная дорога Овиновичей — Озёрная улица, вид с запада
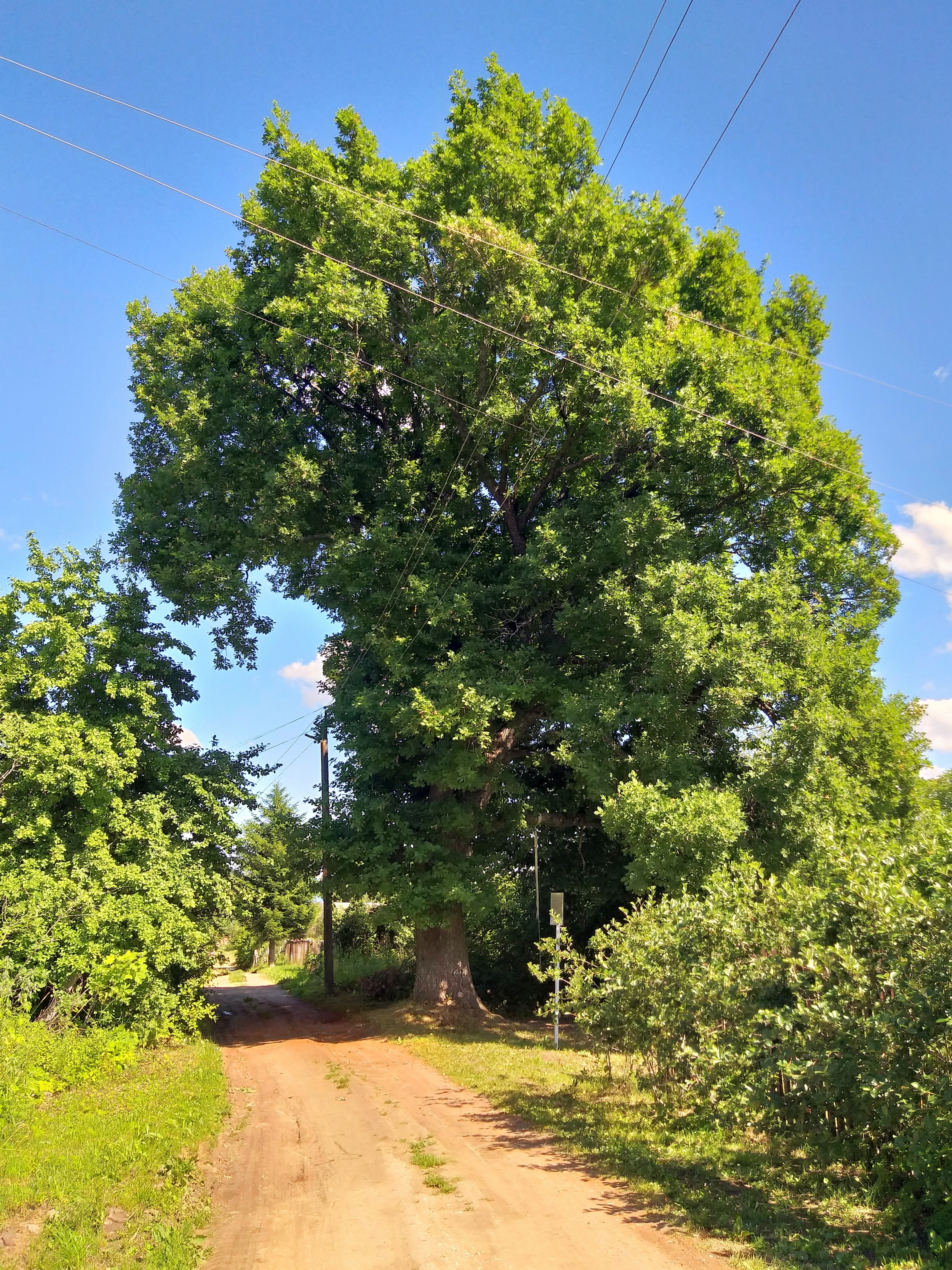
Дуб на Озёрной улице